# Pucallpa
Pucallpa (in quechua Puka hallpa, "terra rossa") è una città del Perù centro-orientale, capoluogo della regione di Ucayali, situata sulle rive del fiume Ucayali a 154 metri sul livello del mare, in piena foresta Amazzonica e secondo maggiore centro abitato dell'Amazzonia peruviana, dopo Iquitos. È sede di numerose imprese per il taglio e il commercio di legnami, nonché di una raffineria di petrolio. Ha vissuto un notevole incremento a partire dal 1945, quando è stata collegata alla capitale Lima attraverso il completamento della Carretera Central e di un tratto della Huacho-Pucallpa per un totale di 846 km.
Possiede un aeroporto internazionale e il secondo porto fluviale Peruviano

## Ubicazione
Pucallpa si trova sulle rive del fiume Ucayali a circa 154 metri sul livello del mare a circa 100 km dal confine con il Brasile

## Geografia fisica

### Clima
Il clima di Pucallpa è tipicamente amazzonico dato che la città si trova al centro della Selva baja Peruviana. Le temperature sono elevate durante tutto l'anno, la media è di 27 °C e non è raro che ci siano punte diurne anche di 35 °C. Le precipitazioni sono di 1570 mm all'anno e sono concentrate soprattutto nel periodo che va da ottobre ad aprile.

## Storia
Fondata nel XIX secolo intorno a un piccolo insediamento preesistente, fu rapidamente popolata da meticci e coloni, attirati dalla crescente febbre del caucciù. in seguito la città divenne un importante centro di produzione del legno e di raffinazione del petrolio, nonché snodo commerciale fra l'Amazzonia peruviana e il resto del paese. Nel 1943 divenne capoluogo della provincia di Coronel Portillo facente parte del dipartimento di Loreto, in seguito, nel 1982 con la creazione del dipartimento di Ucayali ne divenne la capitale. Ad oggi Pucallpa è una città in forte espansione e ha un costante incremento demografico.
Nel 24 agosto 2011 è stata l'epicentro di un terremoto di magnitudo 7.0 gradi della scala Richter.

## Economia
La città vive della produzione di prodotti tipici dell'Amazzonia come la produzione di legnami per la costruzione, ma anche legnami pregiati. Numerose sono le segherie. Inoltre è importante la produzione e il commercio di prodotti tropicali, come cacao, caffè, riso, patate dolci, ananas e banane. Importante anche la pesca lungo il fiume Ucayali Da segnalare sono le produzioni artigianali tipiche delle popolazioni indigene come ad esempio gli Shipibo, le cui stoffe sono molto apprezzate.

## Trasporti e mobilità
Pucallpa è collegata al resto del paese grazie alla Carretera Central che rende raggiungibile la capitale Lima grazie anche a un efficiente servizio di pullman. Inoltre è presente un aeroporto internazionale che la collega quotidianamente con le città di Lima e Iquitos, ma anche località come Tarapoto e il Brasile. Molto utilizzata come via di comunicazione è il fiume Ucayali. All'interno della città ci si può spostare in taxi, in autobus oppure nei tipici motocar o moto taxi.

## Attrazioni turistiche
Nella città si trova un importante centro naturalistico, dove si possono ammirare gli animali tipici della Selva come ad esempio i felini, le scimmie, i capibara.
A 7 km dalla città si trova la laguna di Yarinacocha formatasi da un meandro del fiume Ucayali. Questa laguna è circondata dalla foresta, e offre un luogo ricreativo agli abitanti della città. Sulle sue acque si possono esercitare alcuni sport acquatici, come il nuoto, lo sci nautico, la pesca sportiva e la barca a remi. Inoltre sulle sue rive si possono trovare alcuni villaggi popolati dagli indigeni, gli Shipibo, raggiungibili via terra, o affittando un'imbarcazione. Qui si possono ammirare e acquistare le produzioni tipiche locali, come stoffe, vestiti, ornamenti, terrecotte decorate, e degustare la cucina tipica dell'Amazzonia Peruviana.